# Kissidougou
Kissidougou ist die Hauptstadt der Präfektur Kissidougou in der Region Faranah in Guinea und hat etwa 100.000 Einwohner (Stand 2014).

## Geografie
Die Stadt liegt am Fluss Niandan in einer Ebene im Südosten Guineas im Gebiet Waldguinea. 50 Kilometer westlich beginnt Sierra Leone, 70 Kilometer südlich Liberia.

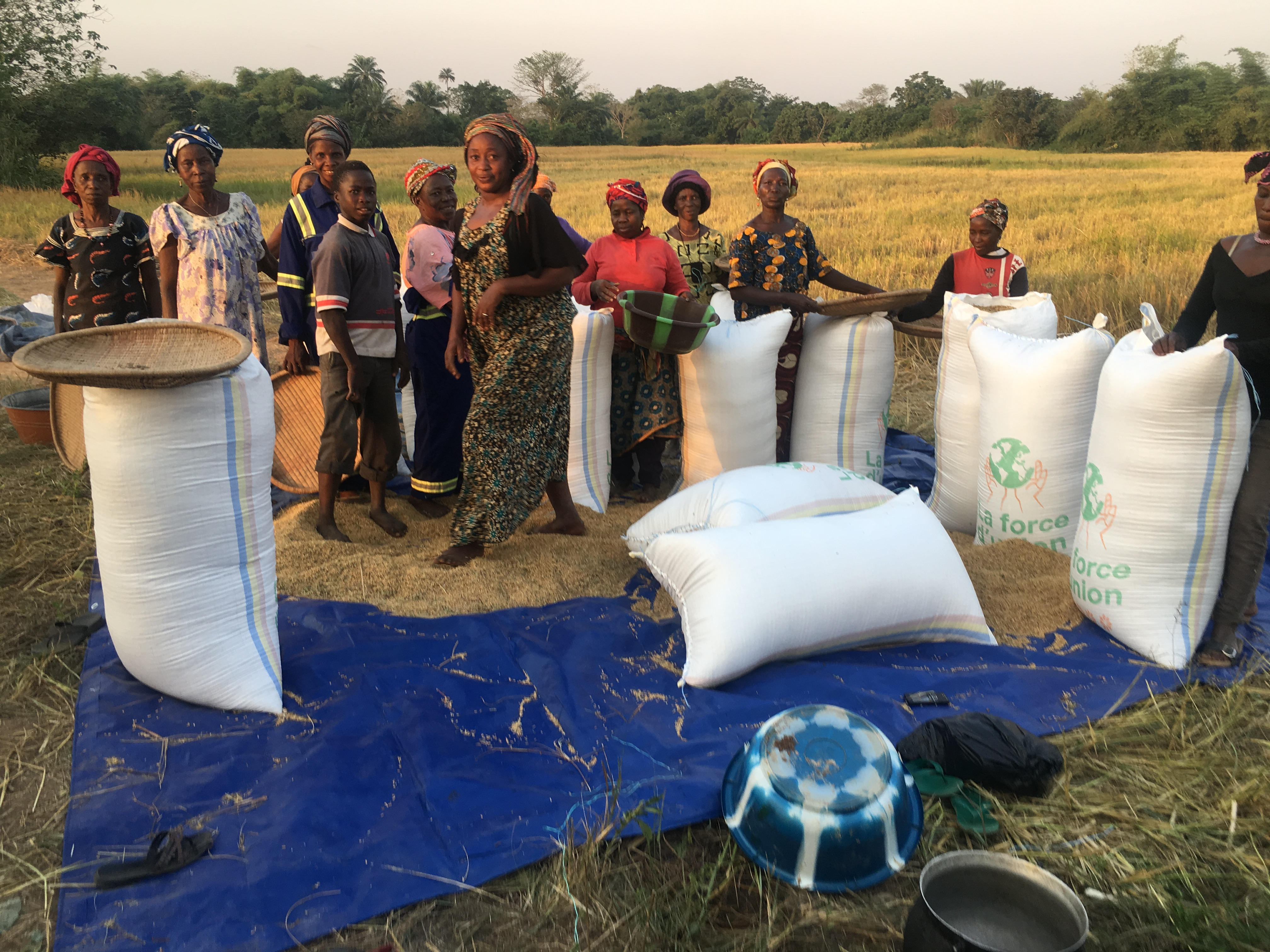
Traditionelle Reisernte im Dezember 2017

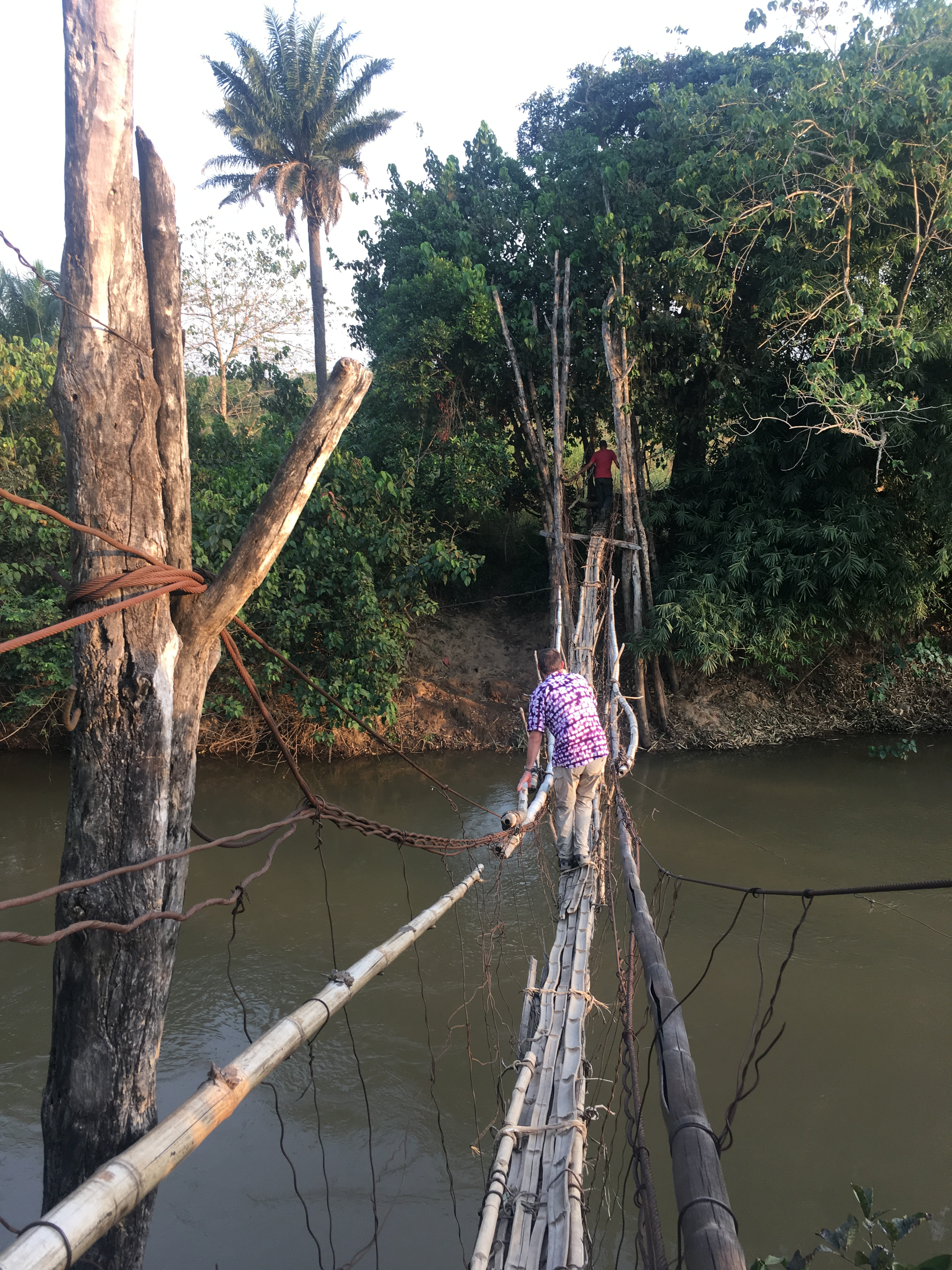
Hängebrücke über den Niandan bei Kissidougou

## Klima
Das Binnenklima in Kissidougou ist durch relativ hohe Tagestemperaturen (30 bis 37° Celsius) und tiefere Nachttemperaturen (8 bis 18° Celsius) gekennzeichnet. Die meisten Niederschläge fallen von April bis Oktober, von November bis März gibt es nur wenig Niederschlagstage.

## Geschichte
Die Stadt ist seit dem 18. Jahrhundert bekannt und wird überwiegend vom Volk der Kissi bewohnt. Um 1890 wurde sie zum französischen Außenposten im Kampf gegen den malinkischen Kriegsführer Samory Touré.
Ab 1917 kam die amerikanische evangelische Missionsgesellschaft Christian and Mission Alliance (CMA) nach Guinea und gründete erste Stationen in Oberguinea und 1919 eine evangelische Kirche in Baro. Mit Einheimischen gründete der Missionar R. J. Adams 1926 im Ort eine Kirche; 1940 in Kissi-Yarankoro eine Grundschule und 1945 wurde in Télékoro eine Bibelschule ins Leben gerufen.
Seit den 1990er Jahren und speziell in den Jahren 2000 bis 2001 kamen Tausende von Flüchtlingen aus den Kriegsregionen von Sierra Leone und Liberia in die Stadt. Im Vorort Albadariah hat die UNHCR ein Flüchtlingslager eingerichtet. Speziell Frauen und Kinder leben dort in prekären Verhältnissen, es kam zu sexuellen Übergriffen. Kurz danach sind die meisten Flüchtlinge wieder in ihre Herkunftsländer zurückgekehrt.

## Einwohnerentwicklung
Die folgende Übersicht zeigt die Einwohnerzahlen nach dem jeweiligen Gebietsstand seit der Volkszählung 1983.
| Jahr          | Einwohner |
| ------------- | --------- |
| 1983 (Zensus) | 30.724    |
| 1996 (Zensus) | 66.028    |
| 2014 (Zensus) | 99.931    |

## Wirtschaft
Die Stadt ist von viel fruchtbarem Landwirtschaftsland umgeben. Auf dem Markt in der Stadt werden die regionalen Landwirtschaftsprodukte wie Reis, Maniok und Früchte angeboten, teilweise werden sie auch zu Getränken verarbeitet.

## Verkehr
Die Nationalstraße N1 verläuft quer durch die Stadt, die N6 verläuft vom Stadtzentrum in östliche, die N31 in nördliche Richtung. Südwestlich der Stadt liegt der Flugplatz Kissidougou.